# Bitwa pod Holendrami

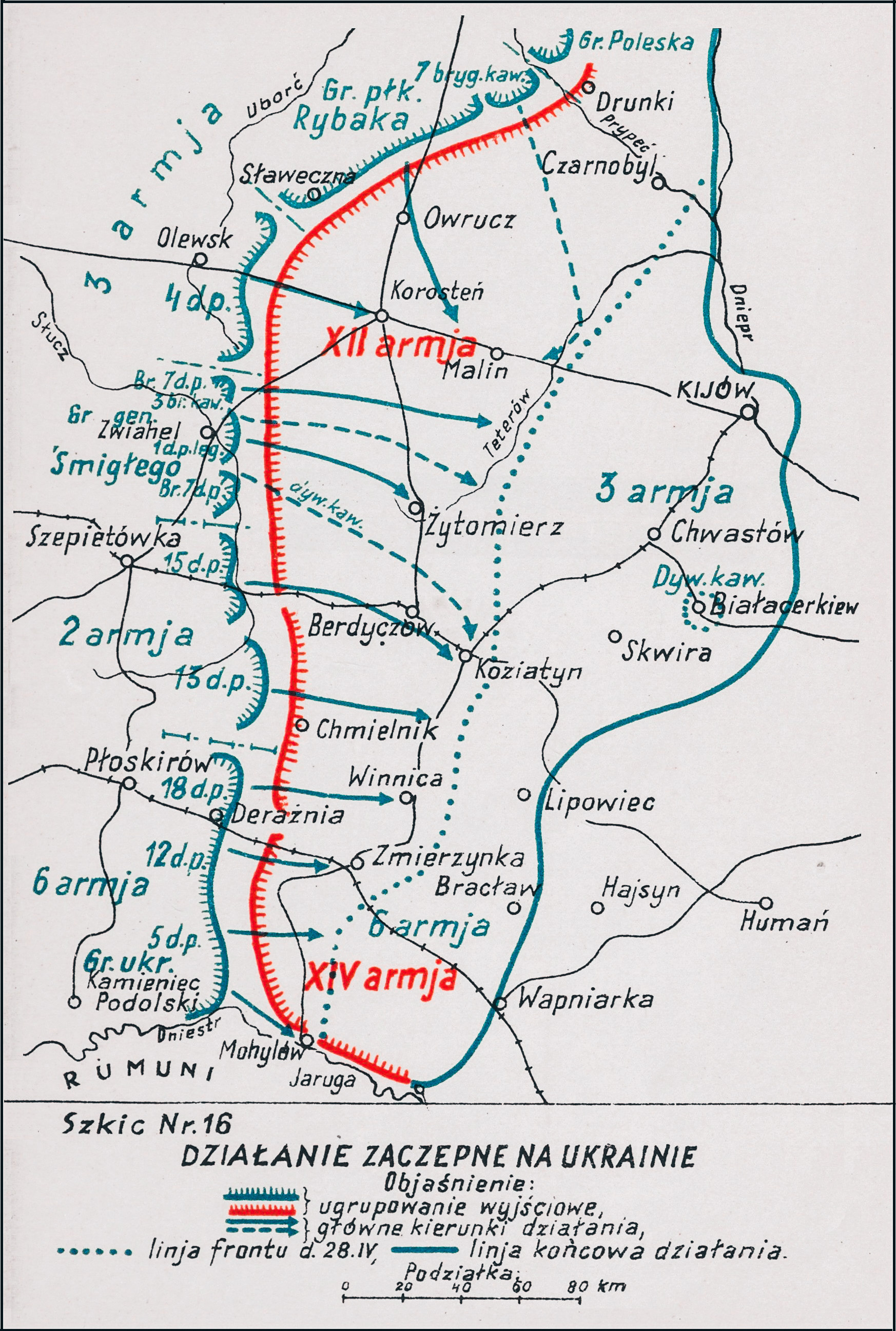
Adam Przybylski,
Wojna Polska 1918–1921

Bitwa pod Holendrami – walki polskiego 44 pułku piechoty mjr. Antoniego Szyllinga z oddziałami sowieckiej 44 Dywizji Strzelców Iwana Dubowoja, toczone w okresie operacji kijowskiej w czasie wojny polsko-bolszewickiej.

## Sytuacja ogólna
25 kwietnia rozpoczęła się polska ofensywa na Ukrainie. Zgrupowane na froncie od Starej Uszycy nad Dniestrem po Prypeć trzy polskie armie uderzyły na wschód. Po stronie sowieckiej broniły się 12 Armia Siergieja Mieżeninowa i 14 Armia Ijeronima Uborewicza, posiadające w swoim składzie siedem dywizji strzelców i jedną dywizję kawalerii.
Główne uderzenie wykonywała 3 Armia marsz. Józefa Piłsudskiego. Wydzieliła ona ze swoich sił grupę operacyjną gen. Edwarda Rydza-Śmigłego, która atakując po obu stronach szosy Zwiahel – Żytomierz, na froncie szerokości 60 km parła na Kijów. 
Na południe od grupy operacyjnej gen. Śmigłego działała 2 Armia gen. Antoniego Listowskiego w składzie: 13. i 15 Dywizja Piechoty oraz ukraińska 6 Siczowa Dywizja Strzelców. Armia ta uderzała w ogólnym kierunku na Berdyczów i Samhorodek.

13 Dywizja Piechoty płk. Franciszka Paulika nacierała na szerokim froncie z postaw wyjściowych położonych między rzekami Słucz i Boh. Maszerując w kierunku wschodnim, dywizja zamierzała dotrzeć w drugim dniu do linii kolejowej Korosteń – Winnica. Nie napotykając na większy opór, realizowała założony harmonogram działań ze znacznym wyprzedzeniem.

## Walki pod Holendrami
25 kwietnia, działający na lewym skrzydle 13 Dywizji Piechoty, 44 pułk piechoty mjr. Antoniego Szyllinga uderzył ze stanowisk pod Lubarem na wieś Filińce. I i III batalionem zepchnął oddziały sowieckiej 44 Dywizji Strzelców, opanował umocnioną pozycję Awratyn – Mały Bratałów i przeszedł do pościgu. I i III batalion 44 pp, wzmocnione 7 i 8 bateriami 13 pułku artylerii polowej, w ciągu 36 godzin przebyły ponad 70 km i pod Holendrami wyprzedziły sowiecką 44 Dywizję Strzelców.
Pod Kolonią Holendry mjr Szyling zorganizował obronę frontem na zachód i zagrodził drogę oddziałom sowieckim cofającym się w kierunku na Samhorodek. Walki trwały do późnych godzin wieczornych, a wszystkie próby przełamania polskiej obrony i wywalczenia sobie drogi na wschód kończyły się niepowodzeniem. Dowództwo sowieckiej 44 Dywizji Strzelców zdecydowało się na atak nocny. Wzięli w niej udział sowieccy strzelcy, ale też taboryci, łącznościowcy i żołnierze sztabowi.
W ciemnościach pododdziały obu stron przemieszały się, a dowódcy stracili możliwość kierowania walką. Poszczególne drużyny i plutony 44 pp tworzyły izolowane punkty oporu i broniły się zaciekle. Trzykrotnie ranny został dowódca I batalionu mjr Wilhelm Lawicz-Liszka, a por. Ignacy Sobieski i ppor. Michał Zawadzki, w obawie przed trafieniem do niewoli, odebrali sobie życie. Baterie artylerii broniły się ogniem na wprost. Przez luki wybite w polskiej obronie Sowieci zaczęli przedostawać się do Florianówki.
O świcie mjr Szylling zebrał rozproszone grupki żołnierzy, w tym taborytów, łączników i sanitariuszy, i tak zorganizowany oddział osobiście poprowadził do kontrataku.
Widok powszechnie cenionego, idącego na czele tyraliery z karabinem w ręku dowódcy pułku wywołał owację żołnierzy i do ataku samorzutnie ruszyły plutony trwające dotąd w obronie. Przy ogniowym wsparciu baterii 13 pap, Sowieci zostali wyparci z Holendrów do Pikowca.
Tu uderzył na nich zdążający na pole bitwy II batalion kpt. Rafała Zieleniewskiego. 
Batalion ten, maszerując w oderwaniu od sił głównych pułku, stoczył wcześniej walki pod Jurówką, Markowcami i Wujną, w których wziął do niewoli 600 czerwonoarmistów.
28 kwietnia wszystkie drogi na wschód zostały zamknięte. Zebrana w Pikowcu sowiecka 44 Dywizja Strzelców skapitulowała.
Komunikat prasowy Sztabu Generalnego z 1 maja 1920 donosił:

Nasza dywizja, operująca na północ od Winnicy, znakomitym manewrem na Kalinówkę i stację kolejową Holendry odcięła odwrót cofającym się oddziałom bolszewickim, przyczem oddziały jednego z naszych pułków piechoty, odcięte od sił głównych, wytrzymały wszystkie kontrataki nieprzyjaciela, nie dając mu się przebić wzdłuż toru kolejowego. Rezultatem tych walk było zupełne rozbicie przeciwnika. Wzięto około 8 000  jeńców, zdobyto 2 pancerne pociągi, 10 dział i kilkadziesiąt karabinów maszynowych.

## Bilans walk
Twarda obrona 44 pułku piechoty pod Holendrami spowodowała, że sowiecka 44 Dywizja Strzelców znalazła się w pełnym okrążeniu i musiała się poddać. Zwycięstwo zostało okupione stratą 32 poległych i 113 rannych. Straty sowieckie to 123 poległych, kilkuset rannych, ponad 3000 jeńców, 14 dział i około 200 ckm. 
Dzień bitwy pod Holendrami był do 1939 świętem 44 pułku piechoty Strzelców Kresowych, przemianowanego później na 44 pułk strzelców Legii Amerykańskiej.